# 8. Sinfonie (Mahler)

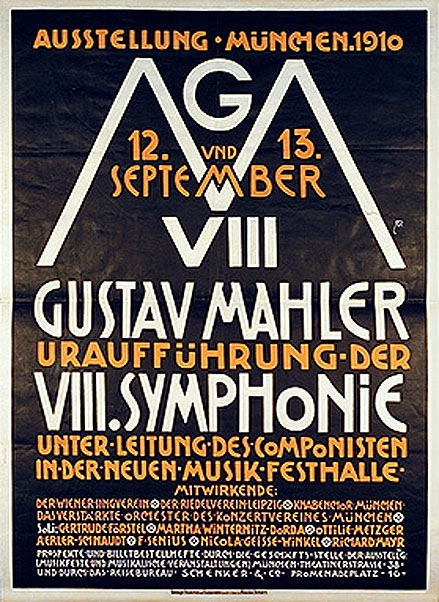
Plakat zur Uraufführung am 12. September 1910 (Entwurf: Alfred Roller)

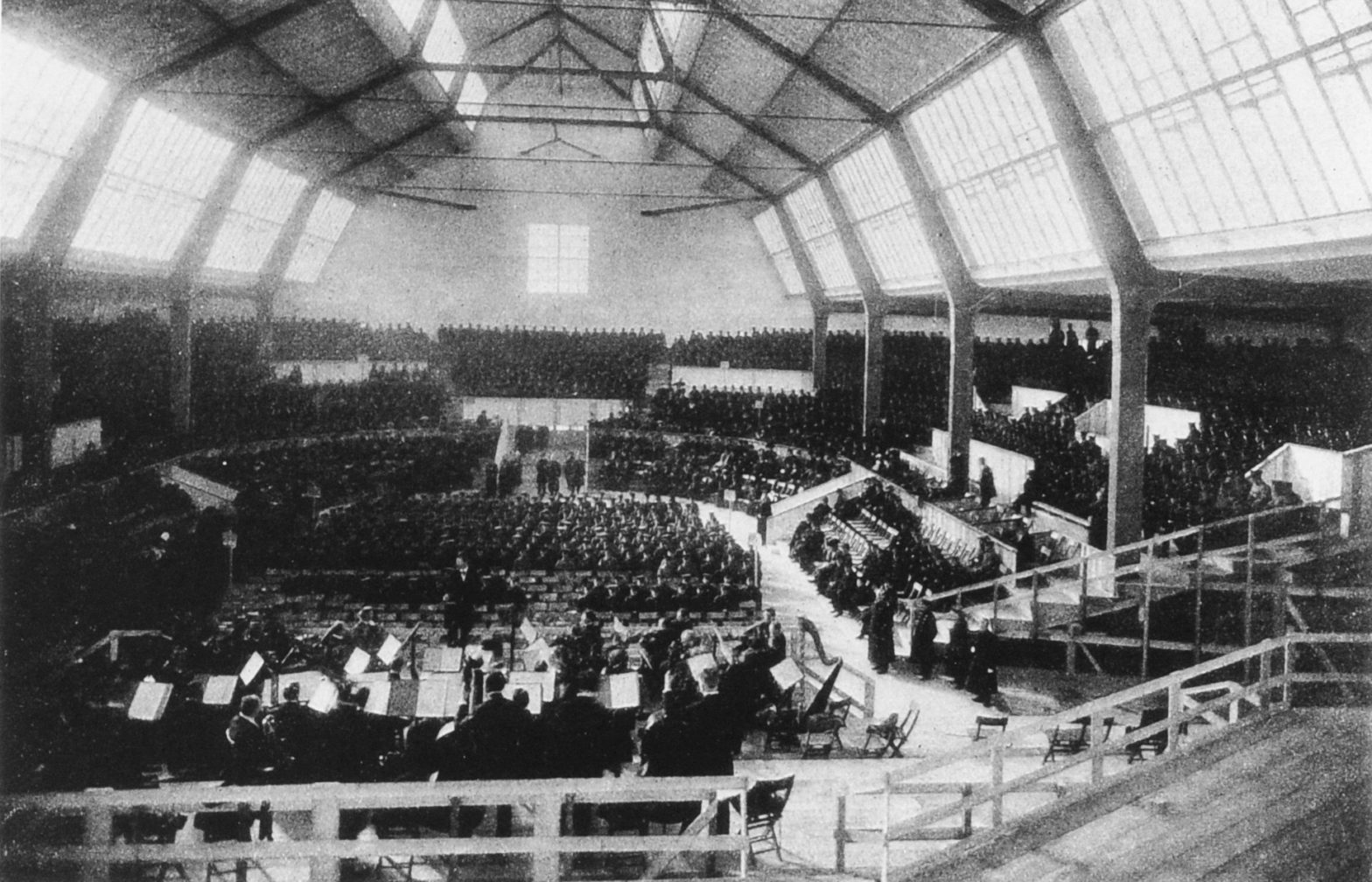
Probe zur Uraufführung in der Neuen Musik-Festhalle München

Die 8. Sinfonie in Es-Dur ist eine Sinfonie mit Sopran-, Alt-, Tenor-, Bariton- und Basssolisten, zwei großen gemischten Chören und Knabenchor von Gustav Mahler. Der häufig verwendete Beiname Sinfonie der Tausend stammt nicht von Mahler.

## Entstehung
Die 8. Sinfonie entstand größtenteils im Sommer des Jahres 1906. Im ersten Halbjahr 1907 wurde sie vollständig orchestriert und ins Reine geschrieben. Bei der Veröffentlichung 1910 versah Mahler das Werk mit einer Widmung an seine Ehefrau Alma. Er spürte bereits im Schaffensprozess die Besonderheit dieser Sinfonie, die er später als sein „wichtigstes Werk“ bezeichnete. Die Niederschrift der enormen Komposition im Sommer 1906 geschah in höchster Arbeitsgeschwindigkeit. Mahler hebt hierzu hervor, dass er noch nie zuvor „unter solchem Zwange“ gearbeitet habe. Zum Entstehungsprozess bemerkt der Komponist: „Es war wie eine blitzartige Vision – so ist das Ganze sofort vor meinen Augen gestanden und ich habe es nur aufzuschreiben gebraucht, so, als ob es mir diktiert worden wäre.“ Die Idee, einen mittelalterlichen Hymnus als Vorlage für die neue Sinfonie zu nehmen, kam Mahler in seinem Feriendomizil in Maiernigg am Wörthersee, wo ihm ein katholisches Messbuch in die Hände fiel. Eine in Wien von Mahler nachgeprüfte, verbürgte Fassung des Hymnus enthielt deutliche Abweichungen, was zu teilweisen Umkonstruierungen der Anlage führte. Der ursprünglichen Planung, dem Hymnus insgesamt vier unterschiedliche Sätze folgen zu lassen, deren letzter eine Lobhymne auf den Eros werden sollte, folgte zunehmend die Idee, die Schlussszene des Faust von Goethe zu vertonen – ein Stoff, der Mahler sein Leben lang beschäftigte. Diese scheinbar unpassende Vereinigung zweier verschiedener Stoffe brachte Mahler häufig Kritik ein. Jedoch liegt dem Werk ein kompliziertes Verquickungssystem beider Elemente zugrunde (siehe unten). Die eigentliche Vorbereitung für die Uraufführung begann erst etwa drei Jahre nach der Fertigstellung des Werkes, im Sommer des Jahres 1910. Organisatorisch hatte sich der Konzertveranstalter Emil Gutmann der Sinfonie angenommen. Er musste jedoch erhebliche Probleme bewältigen.

## Zur Musik

### Besetzung
3 Sopran-, 2 Alt-, Tenor-, Bariton- und Basssolisten, 2 große gemischte Chöre, Knabenchor,
2 Piccoloflöten, 4 Flöten, 4 Oboen, Englischhorn, 5 Klarinetten, Bassklarinette, 4 Fagotte, Kontrafagott, 8 Hörner, 4 Trompeten, 4 Posaunen, Basstuba, Pauken, Schlagwerk (große Trommel, kleine Trommel, 2 Glocken (a und as), Becken, Glockenspiel, Tamtam, Triangel), Orgel, Harmonium, Celesta, Klavier, 6 Harfen, Mandoline, I. Violine, II. Violine, Bratsche, Violoncello, Kontrabass. Dazu ein isoliert platziertes Fernorchester von 4 Trompeten und 3 Posaunen.

### 1. Teil
Der erste und kürzere Teil der Sinfonie vertont den mittelalterlichen, lateinischen Pfingsthymnus „Veni creator spiritus“, der im Original Hrabanus Maurus zugeschrieben wird. Beinahe durchgehend wird die musikalische Entwicklung von den Chören und Solisten getragen, weshalb der erste Teil an die Form einer großen Motette erinnert. Die Gesamtkonzeption des Teiles lässt eine frei behandelte Sonatensatzform erkennen.
Die Exposition beginnt mit dem eröffnenden „Veni-creator-spiritus“-Chor, in dem die beiden Hauptthemen und Hauptmotive vorgestellt werden. Nach einem vorbereitenden Orgelton, beginnt der Chor feierlich das erste Hauptthema anzustimmen. In höchstem Ausdruck schließt sich das zweite Thema direkt an, bevor eine kurze Überleitung das erste Teilstück, nicht aber die Exposition abschließt.
Es schließt sich im „Imple superna gratia“ der in Rondoform gehaltene Seitensatz an. Die orchestrale Begleitung ist hier völlig zurückgenommen und es entsteht ein kunstvoller Wechselgesang der Solisten. Nach einiger Zeit stimmen die Chöre in piano ein. Das Seitenthema entfaltet sich ausgiebig, bevor die Hauptthemen weiter verarbeitet werden. Eine großartige Steigerung führt zum Ende des Expositionsteils.
Die Durchführung beginnt mit dem „Infirma nostri“ und wird in vier Einzelsätze gegliedert. Zunächst werden das Hauptmotiv und das Seitenmotiv ausgiebig verarbeitet und variiert. Der orchestralen Eröffnung folgt nur zaghaft der Einsatz der vokalen Elemente. Im zweiten Teil werden ein Durchführungsthema und ein Durchführungsmotiv vorgestellt, welche umgehend mit den Hauptthemen verarbeitet werden. Diese Verarbeitung mündet in eine mächtige Doppelfuge zum Text „Accende lumen sensibus, infunde amorem cordibus“ („Entzünde das Licht in uns, gieß Liebe in die Herzen ein“). Das Accende-Motiv hat bedeutende Parallelen im zweiten Teil der Sinfonie. Mahler bezeichnete es als „Brücke zum Faust“. Im „Gerettet ist das edle Glied“ des Faust-Teils kehrt dieses Motiv zurück und schafft damit auch eine inhaltliche Verbindung von Licht und Erlösung aus Liebe. Diese Doppelfuge stellt deshalb ein inhaltliches Zentrum des Werkes dar. Sie ist in höchster Virtuosität und mitreißender Dynamik gestaltet und führt zu einem wiederholenden Teil, welcher die Durchführung abschließt.
Die Reprise setzt unmittelbar nach der Doppelfuge mit der nahezu identischen Wiederaufnahme des „Veni creator spiritus“ der ersten 20 Takte der Exposition ein. Nach der veränderten Wiederkehr der Hauptmotive führt ein überleitendes Fugato mit zahlreichen Variationen des Hauptmotives zum letzten Abschnitt des ersten Teils.
Das abschließende „Gloria sit patri“ (Ehre sei dem Vater) stellt die Coda des ersten Teils der Sinfonie dar. Darin bedeutet es den triumphalen Abschluss des Pfingsthymnus. Alle bisherigen Themen und Motive werden hier parallel verarbeitet. Im Folgenden übernimmt der Knabenchor die Rolle des Cantus firmus, während die beiden Chöre eine Art antiphonalen Gesang beisteuern. Die letzten Takte führen zu einer großen Schlusssteigerung und münden in einem achttaktigen, glanzvollen Schlussakkord.

### 2. Teil
Der zweite Teil vertont die gegenüber dem Pfingsthymnus über eintausend Jahre jüngere Schlussszene von Goethes Faust. Sie stellt wiederum eine Mischform aus Musikdrama, Kantate und Oratorium dar.
Den Beginn des zweiten Teils bildet die längste rein instrumentale Passage der ganzen Sinfonie. Ein Poco Adagio eröffnet diesen längeren Teil der Sinfonie. In ihm ist bereits wesentliches thematisches Material der späteren Abschnitte enthalten. Das Adagio beginnt mit einigen bedrohlichen und unsicheren Pizzicati der tiefen Streicher, worauf in den Holzbläsern in geheimnisvoller und mystischer Stimmung ein erstes Thema entsteht. Nachdem es sich entfaltet hat, folgt ein ergreifender und choralähnlicher Gesang der Streicher und Bläser von größter Inwendigkeit. In der Folge verbinden sich diese beiden thematischen Elemente immer enger miteinander. Der Höhepunkt dieser Entwicklung ist ein dramatischer Ausbruch der Thematik in den Blechbläsern zu erregten Tremoli der Streicher. In der Folge beruhigt sich das Geschehen, und das Adagio schließt pianissimo.
Der folgende kurze scherzohafte Abschnitt Piu mosso ist der zweite rein instrumentale Abschnitt der Sinfonie. Das bewegte Hauptmotiv bricht jäh aus der Ruhe des verklingenden Adagios hervor. In der Folge erklingen die beiden Hauptthemen, welche im Adagio vorgestellt wurden. Sie erscheinen sowohl in leichterer Scherzoform als auch dramatisch gesteigert. Der Abschnitt geht attacca in den dritten Abschnitt des zweiten Teils der Sinfonie über.
Der Chor zu „Waldung schwanket heran“ stellt, nach der rein instrumentellen Eröffnung, den ersten Abschnitt mit vokaler Begleitung im Faust-Teil der Sinfonie dar. Hier findet die lokale Beschreibung von Wald und Fels der letzten Szenen im Faust statt. Dies beginnt mit der notengetreuen Wiederholung der Eröffnung des Adagios. Hierauf legt Mahler einen rezitativischen Beginn der Intonierung des Goethe-Textes. Die Szenerie wirkt geheimnisvoll und mystisch, was durch die Unterlegung mit dem ersten Thema und der minimalisierten Verwendung des Chores, von welchem nur einige wenige Mitglieder mitwirken, erreicht wird. Nach einiger Zeit intonieren die Streicher das ergreifende Choralthema, welches den im Text erwähnten „geweihten Ort“ musikalisch verwirklicht.
Es folgt die kurze und ergreifende Bariton-Arie „Ewiger Wonnebrand“ des Pater Ecstaticus. Das kantable und ein wenig schwelgerische Thema trägt romantische Züge. Die bewegte Begleitung der Streicher steigert sich immer wieder dramatisch. Zu den Schlussworten „Ewiger Liebe Kern“ tritt auch das Glockenspiel hinzu.
Erneut attacca schließt sich die Arie „Wie Felsenabgrund mir zu Füßen“ des Pater Profundus an. Diese Arie ist in völlig frei gesetzter und durchkomponierter Form geschrieben und setzt die jeweiligen Textabschnitte tiefsinnig programmatisch in Szene. Gemäß dem Text beginnt die Arie mit einer dramatischen Gebärde des Orchesters. In der Begleitung taucht beim Stichwort der „allmächtigen Liebe“ das Durchführungsthema aus dem ersten Teil der Sinfonie auf. Dieses Thema und das aus ihm entwickelte Accende-Motiv spielt im Laufe des zweiten Teils als Liebes-Thema eine immer größere Rolle und stellt die wichtigste Verbindung beider Teile der Sinfonie dar.
Aus dem Liebesthema entwickelt sich der inhaltlich zentrale Chor-Abschnitt „Gerettet ist das edle Glied“. Mahler verwendet hierfür das zuvor wiederaufgenommene Accende-Motiv aus dem ersten Teil der Sinfonie. Der entsprechende Abschnitt im Pfingsthymnus lautet „Accende lumen sensibus, infunde amorem cordibus“ („Entzünde das Licht in uns, gieß Liebe in die Herzen ein“). Mahler schafft damit eine inhaltliche Verbindung von Licht und Erlösung aus Liebe. Unter anderem auf diese Weise gelingt ihm die Verquickung der inhaltlich unterschiedlichen Textgrundlagen. Das Thema taucht hier in Scherzandoform auf und etabliert sich als Liebes-Thema für den Faust-Teil der Sinfonie. Mahler interpretiert Fausts Rettung durch die Engel folglich als Akt der Liebe. Im feierlichen Gesang der Chöre wird der erhebende Textabschnitt unter größter Feierlichkeit musikalisch umgesetzt.
Der Chor „Jene Rosen aus den Händen“ schließt sich attacca an den vorhergehenden Abschnitt an. In schwebender Dynamik unter zurückgenommener und unbeschwerter Orchesterbegleitung erklingt der Gesang der jüngeren Engel. Zum Ende des Textabschnittes bricht unter größtem Jubel das Thema der Liebe wieder hervor.
Ein Ritardando führt zum Chor „Uns bleibt ein Erdenrest“ der vollendeteren Engel. Eine Orchestereinleitung mit verschobener Chromatik lässt ein mystisches Bild entstehen. Zum Gesang der Engel, dargestellt durch einen zurückhaltend agierenden Chor, erklingt das virtuose Spiel der Solovioline. Im Textabschnitt „Kein Engel trennte geeinte Zwienatur“ übernimmt die Altstimme den Gesang vorübergehend solistisch.
Es folgt erneut der Chor der jüngeren Engel mit dem Textabschnitt „Ich spür soeben nebelnd um Felsenhöh“. Der Gesang beginnt in feierlich gelöster Stimmung. Der Solotenor als Doctor Marianus tritt kurz darauf zum Engelschor hinzu. Die Musik erfährt hierdurch eine zunehmende Spannung sowie eine leichte Steigerung des Tempos.
Attacca folgt die Soloarie „Höchste Herrscherin der Welt“ durch den bereits zuvor eingeführten Tenor Doctor Marianus. Die angesprochene höchste Herrscherin der Welt ist die Mater gloriosa, welche im „ewig-weiblichen“ den Eros der Schöpfung darstellt. Folglich vereint auch sie das Liebesthema auf sich. Hierin wird der stufige Aufbau des Werkes deutlich, dessen höchste Stufe die Liebe darstellt. Gerade deshalb wirkt diese Arie hymnisch verklärt, zu glanzvoller Begleitung der Streicher. Ein lyrischer Abschnitt zum Text „Plötzlich mildert sich die Glut“ bringt das Liebesthema in seiner Urform des Accendemotivs wieder. In der Folge entwickelt sich ein kunstvoller Wechselgesang zwischen Solotenor, Chor und Solovioline von größter Erhabenheit.
Zu zarten Klängen der von der Harfe begleiteten Streicher entwickelt sich der Chorgesang zum Textabschnitt „Dir, der Unberührbaren“. Der Duktus des erhabenen Gesanges der vorhergehenden Arie wird hier weitestgehend übernommen. In Goethes Tragödie schwebt die Mater gloriosa zu diesen Worten einher. Ein Tuttiausbruch des Orchesters überhöht dieses Bild. Es folgt nahtlos der Chor der Büßerinnen, welcher mit zartem Gesang die Gnade und somit die Liebe der Mater gloriosa hervorhebt. Die hier entwickelte Melodie der Büßerinnen durchzieht auch die folgenden Abschnitte.
Inhaltlich direkt an den Chor der Büßerinnen anschließend folgt die Sopranarie der Magna Peccatrix (Große Sünderin), welche an Lk 7,36  angelehnt ist. Der zunächst kantable Charakter der Arie „Bei der Liebe, die den Füßen“ wandelt sich schnell zum durchkomponierten musikdramatischen Duktus der vorherigen Abschnitte. Erneut taucht das Liebesthema in verarbeiteter Form auf. Im Folgenden treten auch die Mulier Samaritana (Samaritanische Frau) und Maria Aegyptiaca auf, welche ihren Gesang als gemeinsame Klage und Bitte der Sünderinnen schließlich vereinen.
Die Arie „Neige, du Ohnegleiche“ ist eine unter der zarten Orchesterbegleitung der vorigen Büßerinnen-Abschnitte weiterlaufende Sopranarie des Gretchens, der zentralen weiblichen Figur aus dem ersten Teil des Faust. Die sehr kurze Arie bringt keine weitere musikalische Veränderung mit sich.
Es schließt sich der Chor der seligen Knaben zum Textabschnitt „Er überwächst uns schon“ an. Zu nahezu mediterran klingender Orchesterbegleitung erklingen die ersten Textzeilen zu einer ins Unbeschwerte veränderten Melodie der Büßerinnen. Es schließt sich direkt ein arienartiger Abschnitt Gretchens an. In der Orchesterbegleitung des kunstvollen Sologesangs setzt sich das Liebesthema durch. Nach großartiger Steigerung zur Textzeile „Noch blendet ihn der neue Tag“ setzt ein musikalischer Ruhepunkt ein, welcher den folgenden Auftritt der Mater gloriosa einläutet.
Der Abschnitt „Komm hebe dich zu höheren Sphären“ stellt den verklärten Auftritt der Mater gloriosa dar. Das dominierende Liebesthema scheint wie ein Licht auf die verklärt wirkende Szene. Eine progressive Chromatik der Begleitung vermag diesen Eindruck zu steigern. Mahler stellt den personifizierten Auftritt des „Ewig-Weiblichen“ durch eine Verquickung des Liebesthemas, mit einem entrückten und verklärten musikalischen Ausdruck, sowohl als unantastbar und unfassbar, als auch als Personifizierung von Liebe und Eros dar.
Der vorletzte Abschnitt der Sinfonie ist die Chor-Arie „Blicket auf“. Der Tenor Doctor Marianus intoniert den erhabenen Gesang zunächst mit einem feierlichen Dreiklangmotiv, welches später vom Chor übernommen wird. Die aufsteigende Melodie stellt ein Abbild der Textstelle dar. Die Übernahme des Motivs durch die Blechbläser bewirkt eine choralartige Überhöhung. Der musikalische Charakter ist durchweg von verhaltener Feierlichkeit unter größter Erhabenheit gekennzeichnet. Das rein instrumentale Ende des Abschnittes verklingt schließlich pianissimo.
Im Pianissimo des vorangegangenen Chores beginnt der große Abschlusschor „Alles Vergängliche ist nur ein Gleichnis“. Der Chorus mysticus intoniert die abschließenden Worte Goethes im Faust: „Alles Vergängliche ist nur ein Gleichnis; Das Unzulängliche, hier wirds Ereignis; Das Unbeschreibliche, hier wirds getan; Das Ewig-Weibliche zieht uns hinan.“
Der Chorgesang beginnt höchst verhalten und feierlich-mystisch. Der komplette Text wird zunächst in diesem Duktus durchlaufen. Thematisch greift Mahler hier einige Motive der ganzen Sinfonie auf, der Hauptgedanke ist wiederum aus dem Accende-Motiv (und damit dem Liebesthema) entwickelt. Der Abschnitt stellt eine großartige musikalische Steigerung dar. Dynamisch steigert Mahler das musikalische Geschehen unter immer weiterer Hinzunahme von Mitwirkenden bis zum Tutti. Zu einem feierlichen Orgelakkord beginnt der Chor den Text erneut vorzutragen. Triumphal tritt das Liebesthema in der Begleitung ein letztes Mal direkt in Erscheinung. Unter Beteiligung aller Mitwirkender des Orchesters strebt die Sinfonie ihrem mitreißenden Ende entgegen. Eine abschließende Apotheose des variierten Liebes-Themas stellt das jubelnde Ende des Opus Summum Mahlers dar.

## Wirkung
Die Uraufführung des bereits 1907 fertiggestellten Werkes fand erst am 12. September 1910 in München statt. Grund hierfür waren unzählige organisatorische Probleme. Das Konzert fand in der Neuen Musik-Festhalle, der heutigen Halle 1 des Verkehrszentrums des Deutschen Museums in München statt. Mahler dirigierte das Orchester des Konzertvereins München, die heutigen Münchner Philharmoniker, selbst. Der Leipziger Großchor Riedel-Verein, der Wiener Singverein und 350 Schüler der Münchner „Zentral-Singschule“ als Kinderchor steuerten die vokalen Elemente der Aufführung bei. Der bedeutende Dirigent Otto Klemperer assistierte Mahler bei den letzten Vorbereitungen der Aufführung zusammen mit Bruno Walter. Walter selbst wählte die acht Gesangssolisten aus, die zunächst jeweils in den Heimatstädten probten, bevor sie Anfang September nach München zu den Hauptproben unter Mahlers Leitung zusammenkamen.
Klemperer gestand in diesem Kontext ein, „erstmals die Mahlersche Musik soweit begriffen zu haben, dass ich mir sagte: Hier steht ein großer Komponist vor dir“. Mahler beauftragte Klemperer bereits während der Proben mit der Vollendung der Interpretation des Werkes: „Falls nach meinem Tode irgendetwas nicht richtig klingt, ändern Sie es. Sie haben nicht nur das Recht, sondern die Pflicht das zu tun.“
Unter den 3000 Zuhörern befanden sich viele bekannte Schriftsteller, Komponisten und Dirigenten der Zeit, wie Siegfried Wagner, Alfredo Casella, Hermann Bahr, Leopold Stokowski, Arnold Berliner und Thomas Mann. Letzterer schrieb nach der Aufführung ein hymnisches Dankschreiben an Mahler.
Die Uraufführung der 8. Sinfonie wurde zum größten Erfolg Mahlers zu dessen Lebzeiten. Ein Moment der Stille nach dem Schlussakkord und anschließend nicht endender Jubel der zahlreichen Zuhörenden und Aufführenden, der volle 20 Minuten anhielt, rief Mahler immer wieder heraus.
Bereits die Vorproben im Sommer 1910 wurden immer wieder von erwartungsfrohen Presseberichten begleitet. Die große Anzahl der beteiligten Musiker führte noch am Abend der Uraufführung zum Beinamen Sinfonie der Tausend. Mahler verwahrte sich gegen diesen von ihm ungeliebten Beinamen und die Vermarktung als, wie er schrieb, „mir fatale Münchner Barnum-und-Bailey-Aufführung“.
Auch die Kritik der Zeitungen nach der Uraufführung war fast durchgehend positiv. So erkannten auch sonstige Mahler-Gegner und Kritiker die Leistung Mahlers und die Größe des neuen Werkes an und lobten auch dessen Leitung als Dirigent des eigenen Werkes. So war in der Allgemeinen musikalischen Zeitung zu lesen: „Der Beifall war beispiellos, und dem Dirigenten wird ihn auch der gönnen, der dem Komponisten nicht folgen mag.“ Robert Holtzmann bezeichnete Mahler in der gleichen Zeitung als „deutschen Meister, der uns unaussprechliches zu sagen hat“.
Allerdings gab es auch Skeptiker und Kritiker, wie Theodor W. Adorno, der sie als enttäuschend und misslungen betrachtete, und Richard Strauss. Letzterer beklagte sich „über das viele Es-Dur“, den allzu strahlenden, fast kinohaften Glanz.
Die 8. Sinfonie, welche Mahler bis zu seinem Lebensende als opus summum und „wichtigstes Werk“ bezeichnete, erfährt heute nach wie vor eine enorme Wertschätzung. Sie gilt als unbestrittenes Meisterwerk Mahlers, welches trotz des enormen Aufführungsaufwandes relativ häufig zu hören ist. Erst nach dem Zweiten Weltkrieg war die Zeit reif für Interpretationen, die ihre musikalischen Qualitäten in neuem Licht erscheinen ließen, das „Sperrig-Originelle des ersten Teils“ (Zitat Breier), das Subtile des zweiten und dritten Teils. Man erkannte nunmehr auch, dass es sich um ein sehr intimes Bekenntniswerk von Mahler handelt.
Anlässlich der Feier des hundertjährigen Jubiläums der Uraufführung 1910 kam es am 12. September 2010 unter Leitung von Lorin Maazel in Anwesenheit des damaligen Bundespräsidenten Christian Wulff, des Bundestagspräsidenten Norbert Lammert, der Ministerpräsidentin Hannelore Kraft und des EU-Kommissionspräsidenten José Manuel Barroso im Rahmen des Projekts RUHR.2010 – Kulturhauptstadt Europas zu einer Festaufführung des monumentalen Werkes in einer ehemaligen Gebläsehalle im Landschaftspark Duisburg-Nord. Mitglieder sämtlicher Orchester sowie zahlreiche Chöre des Ruhrgebiets mit einer Stärke von rund 1300 Sängern und 200 Instrumentalisten wirkten hier mit.

## Stellenwert
Die 8. Sinfonie Gustav Mahlers gilt als Ausnahmewerk der Gattung. Sie lässt sich ob ihrer Anlage und Konzeption nur schwer mit den anderen Sinfonien Mahlers vergleichen. Wie in den sogenannten Wunderhorn-Sinfonien (2., 3. und 4. Sinfonie) verwendet Mahler hier die menschliche Stimme als Erweiterung der musikalischen Ausdrucksmittel. Insgesamt schreibt Mahler in der 8. Sinfonie eine Besetzung vor, deren Größe in seinem Werk einmalig ist und die 8. Sinfonie zu einem der am größten besetzten Werke der Musikgeschichte macht. Die reine Orchesterbesetzung erinnert noch an die ebenfalls reichhaltig instrumentierte 6. Sinfonie. Allerdings fügt Mahler hier eine Orgel sowie Klavier, Celesta und Harmonium hinzu. Die Erweiterung des Aufführungsapparates um nicht weniger als acht Solisten und drei Chöre ist hingegen ohne Vergleich in Mahlers Werk. Auf Grund dieser Tatsache und der mehr als 1000 Aufführenden bei der Uraufführung entwickelte sich der Beiname Sinfonie der Tausend. Dieser Name stammt nicht von Mahler, der die 8. Sinfonie jedoch als „größtes was ich je gemacht habe“ betitelte. Im Gegensatz zu früheren Sinfonien mit vokaler Mitwirkung wird diese Sinfonie nahezu komplett durchgesungen, weshalb der Begriff der Vokal-Sinfonie für dieses Werk angemessen ist. Auch formal beschreitet diese Sinfonie völlig neue Wege. Weder enthält sie die klassischen vier Sätze, noch wird sie um einige weitere Sätze ergänzt, wie es sonst bei Mahler üblich ist. Das Werk teilt sich lediglich in zwei größere Teile, welche jeweils einige kürzere und satzähnliche Abschnitte enthalten. Der Aufbau erinnert durchaus eher an eine zweiaktige Oper, in welcher Arien und instrumentelle Teile vorkommen. Die bemerkenswerteste konzeptionelle Schwierigkeit ist jedoch die inhaltliche Gegensätzlichkeit der beiden Teile, welche zu einer Einheit gemacht werden muss. Zum einen ist dies der mittelalterliche, lateinische Hymnus Veni creator spiritus, auf der anderen Seite die Schlussszene aus Johann Wolfgang von Goethes Faust, in deutscher Sprache. Das verbindende Element liegt in fünf Leitgedanken, welche den Hymnus als religiöse Fürbitte ansehen, die im Faust sinnbildhaft dargestellt werden. Es ist dies erstens die Idee der Liebe als weltstiftendes und welterlösendes Prinzip und zweitens die Vorstellung einer höheren Gnade. Diese beiden treffen in der irdischen Sphäre die Schwachheit und Unzulänglichkeit der Menschen an, welche ein rastloses Streben und den Wunsch nach Erleuchtung zur Folge hat. Vereint führen deshalb Fünftens Liebe und Gnade zu einer seelischen Reinigung und Fortdauer der Existenz nach dem Tod. Die Faustgestalt wird hierbei von Mahler als Inbegriff des kreativen und schöpferischen Menschen gedeutet, welcher „immer strebend sich bemüht“. Hierin wird er dem Schöpfergeist aus dem Hymnus gleichgestellt, was zu dem zentralen Verbindungsereignis beider Teile wird. Im zweiten Teil der Komposition steht deshalb das Thema der Liebe, als höchster Ausdruck menschlichen Seins, im Vordergrund. Das zugehörige musikalische Motiv wird reichhaltig variiert und verwendet. Ähnlich wie in der 3. Sinfonie stellt dies ein aufsteigendes Stufensystem dar, auf dessen höchster Stufe die Liebe anzusiedeln ist.
Kompositorisch steht das Werk ohne Vergleichspunkt in Mahlers Musik da. Die früheren Sinfonien unter vokaler Beteiligung waren keineswegs reine Vokal-Sinfonien wie die 8. Sinfonie. Die in der 5. Sinfonie eingeläutete Schaffensphase, welche durch progressivere Chromatik und die Ausreizung des Tonalen gekennzeichnet war, findet hier zwar einen Fortsatz, jedoch steht die 8. Sinfonie auf Grund ihrer Konzeption nicht direkt in dieser Schaffenslinie. So steht die Tonsprache zwar durchaus in der Tradition der vorherigen Sinfonien, entwickelt jedoch auf Grund ihrer fast durchgehend vokalen Anlage auch neue Ausdrucksformen bzw. greift teilweise auf einen klassischeren Klang zurück. Die 8. Sinfonie weist hierin weniger auf die völlig neue Klangwelt der nachfolgenden 9. Sinfonie, als dies die vorherigen Werke taten.